# Каракудукский сельский округ (Карагандинская область)
Каракудукский сельский округ — административно-территориальное образование в Бухар-Жырауском районе Карагандинской области.

## Население
Население — 869 человек (2009; 1000 в 1999).

## Административное устройство
1. село Каракудук